# 休耕

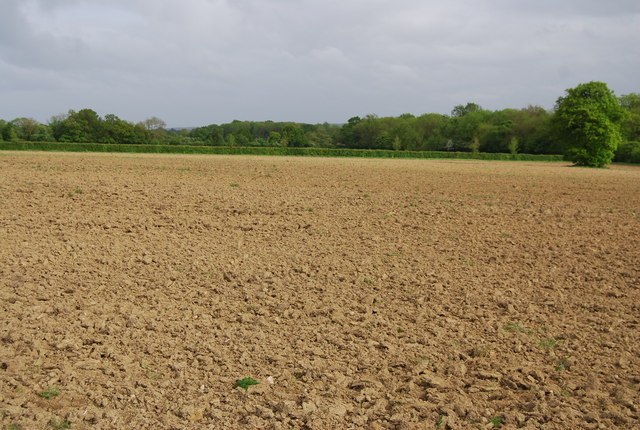
一块休耕田

休耕是指可耕地在一段时间内不种植农作物，以恢复地力。休耕可使土地恢复和储存有机物，同时保持水分，而将寄主暂时移除也可扰乱害虫的生命周期和土壤中的病原体。